# Kvas

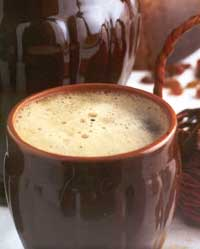
Een pul kvas.

Kvas (Russisch en Oekraïens: квас, Pools: kwas chlebowy (letterlijk "broodzuur"), Litouws: gira, Estisch: kali; verouderd Nederlands ook wel kwas) is een traditionele, licht koolzuurhoudende en niet- tot licht alcoholische drank uit Rusland, Oekraïne en andere Oost-Europese landen. De drank wordt gemaakt op basis van water, roggemeel en mout, dat een gistingsproces doormaakt. Kvas wordt vaak ook bereid met zwart brood en soms ook met vruchten, zoals peren, aardbeien, bessen of rozijnen en wordt soms ook gekruid met munt of zelfs berkensap.

## Samenstelling
Voor de bereiding van zelfgemaakte kvas wordt vaak zwart roggebrood gebruikt, dat gebakken wordt, en dat men in water laat fermenteren met een gist en suiker, honing of fruit. Commerciële kvas wordt, net als andere frisdranken, vaak gemaakt op basis van koolzuurhoudend water, suiker, moutextracten en additieven. 
Over het algemeen wordt kvas ongefilterd opgediend, met het gist er nog in, hetgeen een unieke smaak geeft, en een bron is van vitamine B en E. De kleur van kvas valt te vergelijken met de kleur van moutbieren. Het alcoholgehalte van zelfgemaakte kvas ligt tussen de 0,05 en 2,2%, en door de aanwezigheid van melkzuurbacteriën is kvas ook bevorderlijk voor de spijsvertering. Door haar lage alcoholpercentage mogen ook kinderen de drank drinken, en kvas wordt soms ook wel "kinderbier" genoemd, hoewel het een lekkernij is voor alle leeftijden. Commerciële kvas bevat meestal geen alcohol.

## Maatschappij
In Rusland is kvas al van oudsher een populaire drank, die niet alleen in de winkel verkrijgbaar is, maar vaak ook thuis zelf gemaakt wordt. Het woord "kvas" wordt voor het eerst vermeld in het jaar 989 in een oorkonde, en betekende zoveel als "desemdrank" of "zure drank", daar de smaak van kvas lichtelijk zurig is. 

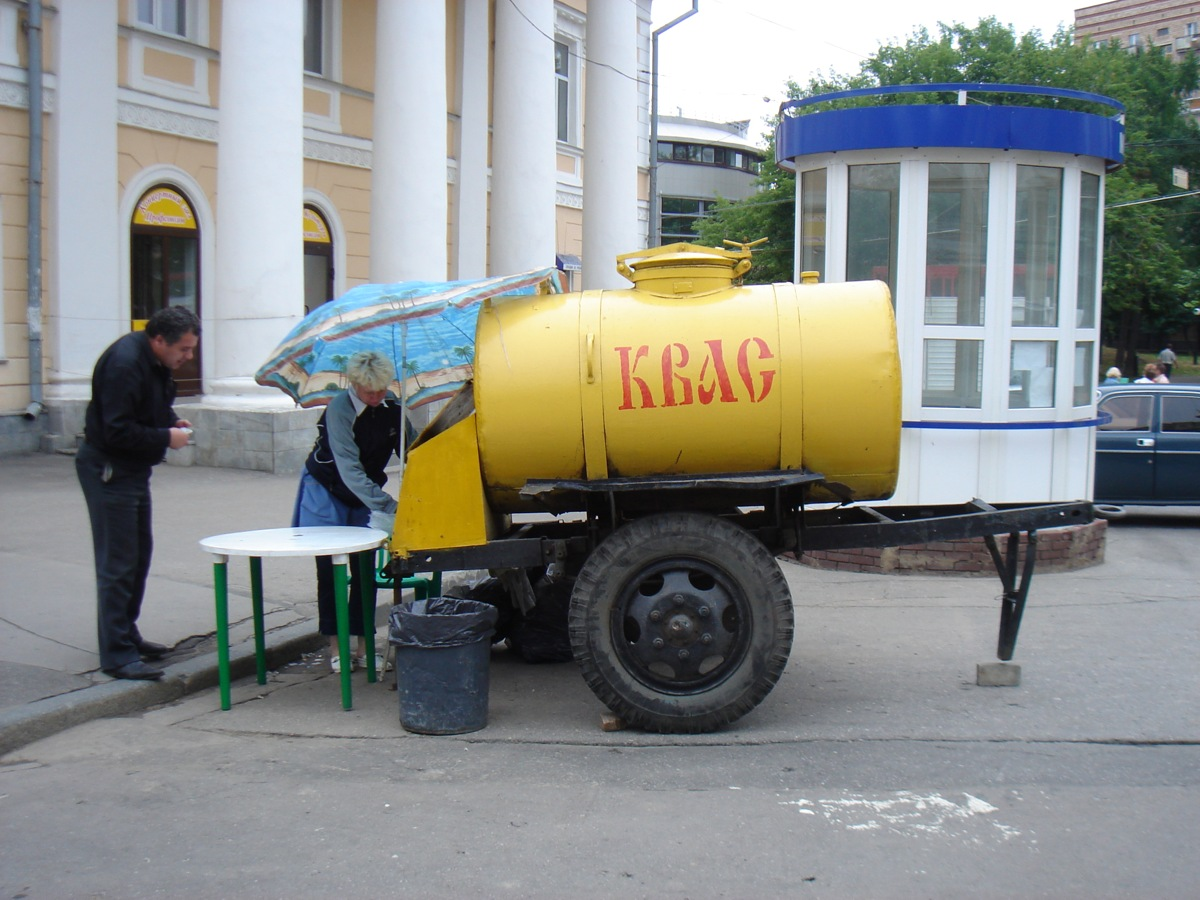
Kvasventer in Nizjni Novgorod.

's Zomers wordt de drank in Rusland en Oekraïne veelvuldig op straat verkocht, in grote tankwagens. Maar ook in Polen en de Baltische staten is kvas een bekende drank. Na de implosie van de Sovjet-Unie in 1991 verdwenen de kvasventers van de straten in Letland, onder druk van nieuwe volksgezondheidswetten die de straatverkoop van kvas verboden, en vele fabrieken moesten hun deuren sluiten. Sinds 1998 echter is er een heropleving met de verkoop van gebottelde flessen kvas. Ook het feit dat kvas amper de helft kostte van een flesje Coca-Cola, gaf de verkoop van kvas een stimulans. Na drie jaar beheerste kvas in Letland 30% van de frisdrankverkoop, terwijl het aandeel van Coca-Cola van 65% terugviel naar 44%. Een vergelijkbare evolutie deed zich voor in de andere Baltische staten en Rusland. Coca-Cola sloeg echter terug door verschillende kvasbedrijven op te kopen.

## Allerlei
- In Rusland wordt kvas ook gebruikt voor de bereiding van okrosjka, een koude zomersoep.
- In Letland bracht the Coca-Cola company een kvas op de markt met de naam Pilskalna Kvass.
- In stedelijk Rusland verwijst men met de naam (thee-)kvas ook wel naar komboecha, alhoewel dit een andere drank is.
- Otsjakovo (Очаково) is een van de meest succesvolle commerciële kvasproducenten in Rusland.